# Ya’an
Ya’an (chiń. 雅安; pinyin Yǎ’ān) – miasto o statusie prefektury miejskiej w Chinach, w prowincji Syczuan, na zachodnim skraju Kotliny Syczuańskiej. 
W 2010 roku liczba mieszkańców miasta wynosiła 108 796. Prefektura miejska w 1999 roku liczyła 1 490 041 mieszkańców. Największy w kraju ośrodek wydobycia miki, ponadto ośrodek przemysłu przetwórczego, skórzanego i środków transportu.

## Historia
Miasto ustanowiono siedzibą powiatu w okresie dynastii Qin (221–206 p.n.e.) i Han (206 p.n.e.–220 n.e.). W późniejszym okresie obszar zajęli Mongołowie. Ya’an przeszło z powrotem pod panowanie chińskie pod koniec V w. n.e., a w 604 roku zostało siedzibą prefektury Ya, od której pochodzi obecna nazwa miasta. Ya’an znane było w epoce Ming i Qing jako Yazhou. W 1912 roku Ya’an stało się powiatem. W 1939 roku miasto przyłączono do nowo powstałej prowincji Xikang. W 1951 roku przeniesiono z Kangding do Ya’an stolicę prowincji, jednak w 1955 roku prowincję Xikang połączono z prowincją Syczuan, a Ya’an utraciło status stolicy.
W 2008 roku miasto ucierpiało w wyniku trzęsienia ziemi. Na obszarze prefektury miejskiej zginęło wówczas 28 osób, 1351 osób zostało rannych, a 2 osoby uznano za zaginione. W 2013 roku odnotowano tam kolejne trzęsienie ziemi.

## Podział administracyjny
Prefektura miejska Ya’an podzielona jest na:
- dzielnicę: Yucheng,
- 7 powiatów: Mingshan, Yingjing, Hanyuan, Shimian, Tianquan, Lushan, Baoxing.